# Christian Goldbach
 "Goldbach" omdirigeres hertil. For den tyske by, se Goldbach (Unterfranken).
Christian Goldbach (født 18. marts 1690 i Königsberg, død 20. november 1764 i Moskva) var en preussisk matematiker, der blev født i Königsberg i Preussen som søn af en præst. Goldbach læste jura og matematik. Han rejste vidt i Europa og mødtes med adskillige berømte matematikere; herunder blandt andre Gottfried Wilhelm von Leibniz, Leonhard Euler og Nicolaus I Bernoulli. Goldbach arbejdede på det nyligt åbnede Russiske Videnskabsakademi og underviste den senere zar Peter 2. af Rusland.
Goldbach lavede vigtige bidrag til matematikken. Han huskes i dag for Goldbachs formodning. Han studerede også teorien omkring ægte potenser.